# 繊維工業に於ける労働時間の短縮に関する条約
繊維工業に於ける労働時間の短縮に関する条約（せんいこうぎょうにおけるろうどうじかんのたんしゅくにかんするじょうやく、英語: Convention concerning the Reduction of Hours of Work in the Textile Industry）は、国際労働機関の条約。1937年6月22日に採択されたが、発効しなかった。1935年の労働時間を1週40時間に短縮することに関する条約に従い、繊維工業における労働時間を定めた条約であるが、批准国がないまま2000年に撤回された。